# René Koehler
Jean Baptiste François René Koehler (Saint-Dié-des-Vosges, 7 maart 1860 - Lyon, 19 april 1931) was een Frans zoöloog, gespecialiseerd in de biosystematiek van stekelhuidigen. Hij schreef het deel over de stekelhuidigen voor "Faune de France".
Koehler studeerde geneeskunde en zoölogie in Nancy. In 1889 werd hij lid van de faculteit der natuurwetenschappen in Lyon, waar hij in 1894 de leerstoel in de zoölogie ging bekleden. In 1911 werd hij gekozen als voorzitter van de Société zoologique de France.
In 1988 vernoemde Cherbonnier het geslacht Koehleria uit de familie Cucumariidae, een familie van zeekomkommers, naar hem. Het geslacht werd in 2004 gesynonymiseerd met Pseudocolochirus Pearson, 1910. Hij wordt ook gememoreerd in diverse soorten die het epitheton koehleri dragen.
Koehler zelf vernoemde in 1907 het geslacht Magdalenaster naar zijn dochter Madeleine; de enige soort uit dat geslacht, Magdalenaster arcticus, wordt nu echter als een synoniem van Henricia eschrichtii beschouwd. De naam Circeaster magdalenae daarentegen, eveneens naar zijn dochter, wordt nog steeds geaccepteerd als een geldige naam.

## Publicaties
| 1881. | On the circulatory system of Spatangus purpureus. Annals and Magazine of Natural History ser. 5, 8: 451-452; BHL |
| 1885. | Contribution a l'étude de la faune littorale des Iles Anglo-Normandes. Annales des Sciences Naturelles, Zoologie ser. 6, 20(4): 1-62; BHL |
| -     | Recherches sur la faune marine des Iles Anglo-Normandes. Bulletin de la Société des Sciences de Nancy sér. 2, 7(17): 51-120 |
| 1895. | Catalogue raisonné des échinodermes recueillis par M. Korotnev aux iles de la sonde. Mémoires de la Société zoologique de France 8: 374-423; BHL |
| -     | Dragages profonds exécutés a bord du "Caudan" dans le Golfe de Gascogne. Rapport préliminaire sur les Échinodermes. Revue biologique du Nord de la France 7: 439-496; BHL |
| -     | Note préliminaire sur les Échinides recueillis pendant les campagnes de l'Hirondelle. Bulletin de la Société Zoologique de France 20: 223-227; BHL |
| -     | Note préliminaire sur les Échinides des premières campagnes de la "Princesse Alice". Bulletin de la Société Zoologique de France 20: 227-233; BHL |
| 1896. | Note preliminaire sur les Ophiures des premières campagnes de la "Princesse Alice". Memoirs de la Societe zoologique de France 9: 241-253; BHL |
| -     | Echinodermes. Résultats scientifiques de la campagne du "Caudan" dans de Golfe de Gascogne. Annales de l’Université de Lyon 26: 33-122; BHL |
| 1897. | Echinodermes recueillis par "l'Investigator" dans l'Ocean Indien. I. Les Ophiures de mer profonde. Annales des Sciences Naturelles Zoologie ser. 8, 4: 277-372, pl. 5-9; BHL |
| -     | Note sur les formes profondes d’Ophiures recueillies par "l'Investigator" dans l'Ocean Indien. Zoologischer Anzeiger 20(531): 166-170; BHL |
| 1898. | Echinoderms recueillis par "l'Investigator" dans l'Ocean Indien, II. Les Opiures littorales. Bulletin scientifique de la France et de la Belgique 31: 55-126, pl. 2-5; BHL |
| -     | Echinoides et Ophiures provenant des campagnes du yacht "l'Hirondelle" (Golfe de Gascogne, Acores, Terre-Nueve). Résultats des Campagnes scientifiques par Prince Albert I, Monaco 12: 1-78, pl. 1-9; BHL                                                                       |
| -     | Description d'une ophiure littorale nouvelle de l'Ócean Indien (Ophiothrix innocens). Bulletin de la Société Zoologique de France 23: 164-165; BHL |
| 1899. | An account of the Deep-Sea Ophiuroidea collected by the Royal Indian Marine Survey Ship "Investigator" (= Ophiures recueillies par l'Investigator dans l'Océan Indien. I. Les Ophiures de Mer profonde). Echinoderma of the Indian Museum Ophiuroidea: 1-76, pl. 1-14; BHL      |
| 1900. | Note preliminaire sur les Échinides et les Ophiures de l'Expédition Antarctique Belge. Bulletin de l'Académie Royale de Belgique 11(3): 814-820 |
| -     | Illustrations of the Shallow-Water Ophiuroidea collected by the Royal Indian Marine Survey Ship "Investigator" (= Ophiures recueillies par l'Investigator dans l'Océan Indien. II. Les Ophiures littorales). Echinoderma of the Indian Museum Ophiuroidea: 1-4, pl. 15-22; BHL  |
| 1902. | Echinides et Ophiures. Expédition Antarctique Belge. Résultats du vogage du S.Y. "Belgica" en 1897-1898-1899 Zoologie R1: 1-42, pl. 1-8; BHL |
| 1904. | Ophiures de l'expédition du Siboga, 1ère pt., Ophiures de mer profonde. Uitkomsten op zoologisch, botanisch, oceanografisch en geologisch gebied verzameld in Nederlandsch Oost-Indië 1899-1900 aan boord H.M. Siboga 45(a): 1-176; BHL                                         |
| -     | Ophiures nouvelles ou peu connues. Memoirs de la Societe Zoologique de France 17: 54-119; BHL |
| 1905. | Ophiures de l'expédition du Siboga, 2ème pt., Ophiures littorales. Uitkomsten op zoologisch, botanisch, oceanografisch en geologisch gebied verzameld in Nederlandsch Oost-Indië 1899-1900 aan boord H.M. Siboga 45(b): 1-142; BHL                                              |
| -     | met C. Vaney. An account of the Deep-Sea holothurioidea collected by the Royal Indian Marine Survey Ship "Investigator" (= Holothuries recueillies par l'Investigator dans l'Océan Indien). Echinoderma of the Indian Museum Holothurioidea: 1-123; BHL                         |
| 1906. | Ophiures. Expeditions Scientifiques du Travailleur et du Talisman 8: 245-311 |
| -     | Description des ophiures nouvelles recueillies par le "Travailleur" et le "Talisman" pendant les campagnes de 1880, 1881, 1882, 1883. Mémoires de la Société zoologique de France 9: 5-35; BHL                                                                                  |
| -     | Echinodermes (Stellérides, Ophiures et Échinides). Expédition Antarctique Française (1903-1905): 1-41; BHL |
| -     | Note préliminaire sur les Échinodermes recueillis par l'expédition antarctique française du Dr. Charcot (Échinides, Astéries et Ophiures). Bulletin du Museum d'Histoire naturelle Paris 11: 464-470; BHL                                                                       |
| 1907. | Note préliminaire sur quelques Astéries et Ophiures provenant des campagnes de la Princesse Alice. Bulletin de l'institut océanographique 99: 1-47 |
| -     | Revision de la collection des Ophiures du Museum d'histoire Naturelle Paris. Bulletin Scientifique de la France et de la Belgique 41: 279-351; BHL |
| 1908. | Astéries, Ophiures et Échinides de l'Expédition Antarctique National Écossaise. Scottish National Antarctic Expedition. Report on the scientific results of the voyage of S.Y. Scotia during the years 1902, 1903, and 1904 5(13): 193-313; BHL                                 |
| -     | Astéries, Ophiures et Échinides recueillis dans les mers australes par la "Scotia" (1902-1905). Zoologischer Anzeiger 32(6): 140-147; BHL |
| 1909. | Astéries, Ophiures et Échinides de l'Expédition Antarctique Nationale Écossaise. Transactions of the Royal Society of Edinburgh 46(3; 22): 529-649; BHL |
| -     | Echinodermes provenant des campagnes du yacht Princesse-Alice: Astéries, Ophiures, Échinides et Crinoïdes. Résultats des Campagnes Scientifiques Accomplies sur son Yacht par Albert 1er Prince Souverain de Monaco 34: 1-317; BHL                                              |
| -     | An account of the Deep-Sea Asteroidea collected by the Royal Indian Marine Survey Ship "Investigator" (= Astéries recueillies par l'Investigator dans l'Océan Indien. I. Les Astéries de Mer profonde). Echinoderma of the Indian Museum 5 Asteroidea (I): 1-143, pl. 1-13; BHL |
| 1910. | An account of the Shallow-Water Asteroidea. (= Astéries du Musée de Calcutta. II. Les Astéries littorales). Echinoderma of the Indian Museum 6 Asteroidea (II): 1-191, pl. 1-20; BHL                                                                                            |
| -     | Description d'Ophiures nouvelles provenant des dernières campagnes de l'Investigator dans l'Océan Indien. Records of the Indian Museum 5(2): 83-88; BHL |
| -     | Astéries et Ophiures des iles Aru et Kei. Abhandlungen der Senckenbergischen Naturforschenden Gesellschaft 33: 265-295; BHL |
| 1911. | Isopodes nouveaux de la famille des Dajidés provenant des campagnes de la "Princesse-Alice". Bulletin de l'Institut Océanographique 196: 1-34; BHL |
| -     | Arcturides nouveaux provenant des campagnes de la "Princess Alice", ou appartenant au Musee oceanographique de Monaco. Bulletin de l'Institut Oceanographique 214: 1-65; BHL |
| -     | Astéries, Ophiures, et Échinides. British Antarctic Expedition 1907-9. Reports on the scientific investigations 2, Biology pt. 4: 25-66; BHL |
| -     | Description de quelques asteries nouvelles. Revue Suisse de Zoologie 19(1): 1-21; BHL |
| -     | Echinodermes. Mission Gruvel sur la côte occidentale d'Afrique (1909-10). Annales de l'Institute océanographique 2(5): 1-29 |
| 1912. | Échinodermes (Astéries, Ophiures, et Échinides). Deuxième Expédition Antarctique Française (1908-1910): 1-270; BHL |
| -     | Échinodermes nouveaux recueillis dans les mers antarctiques par le "Pourquoi Pas?" (Astéries, Ophiures et Échinides). Zoologischer Anzeiger 39: 151-163; BHL |
| 1914. | Echinoderma I. Asteroidea, Ophiuroidea et Echinoidea. In: Michaelsen, W., Beiträge zur Kenntnis der Meeresfauna Westafrikas 1(2): 127-303; BHL |
| -     | A contribution to the study of ophiurans of the United States national museum. Smithsonian institution. Bulletin of the United States national museum 84: 1-173; BHL |
| -     | An account of the Echinoidea. Spatangidés. (= Échinides du Musée Indien à Calcutta). Echinoderma of the Indian Museum 8 Echinoidea (I): 1-258; BHL |
| 1917. | Échinodermes (Astéries, Ophiures et Échinides) recueillis par M. Rallier du Baty, aux îles Kerguelen, en 1913-1914. Annales de l'Institut Océanographique 7(8): 1-87; BHL |
| 1920. | Echinodermata: Asteroidea. Scientific Reports of the Australiasian Antarctic Expedition C8: 1-308; BHL |
| 1921. | Echinodermes. Faune de France 1: 1-210; BHL |
| 1922. | An account of the Echinoidea. (= Échinides du Musée Indien à Calcutta). Echinoderma of the Indian Museum 9 Echinoidea (II): 1-161; BHL |
| -     | "Ophiurans of the Philippine seas and adjacent waters" (Frans manuscript vertaald door Austin Hobart Clark). Bulletin of the United States National Museum 100(5): 1-480; BHL                                                                                                   |
| -     | Echinodermata Ophiuroidea. Australasian Antarctic Expedition 1911-1914. Scientific Reports Series C - Zoology and Botany 8(2): 1-98; BHL |
| 1923. | Astéries et Ophiures recueillies par l'Expédition Antarctique Suédoise (1901-1903). Further Zoological Results Swedish Antarctic Expedition 1(1): 1-145; VLIZ |
| 1926. | Echinodermata: Echinoidea. Scientific Reports of the Australiasian Antarctic Expedition C3(3): 1-134; WoRMS |
| 1927. | Echinides du Musée Indien á Calcutta, III: Echinides réguliers. Echinoderma of the Indian Museum 10: 1-158 |
| 1930. | Ophiures recueillies par le Docteur Th. Mortensen dans les Mers d'Australie et dans l'Archipel Malais. Papers from Dr. Th. Mortensen's Pacific Expedition 1914-16. LIV. Videnskabelige Meddelelser fra Dansk naturhistorisk Forening i Kjøbenhavn 89: 1-295                     |

- Bibsys: 3040773
- Bibliothèque nationale de France: cb102763963 (data)
- Catàleg d'autoritats de noms i títols de Catalunya: 981058515291406706
- CiNii: DA07437812
- Stuttgart Database of Scientific Illustrators 1450–1950: 8214
- Gemeinsame Normdatei: 119150379
- International Standard Name Identifier: 0000 0003 7455 7277
- Library of Congress Control Number: n92063215
- Base Léonore: LH//1405/40
- Nationale Bibliotheek van Israël: 987007271937605171
- Nederlandse Thesaurus van Auteursnamen: 072804696
- Système universitaire de documentation: 031679676
- Virtual International Authority File: 79012713
- WorldCat: E39PBJB8tcw4qYbGPMQ6qPDjG3